# Уаве (язык)
Уаве (хуаве или вабе) — изолированный язык, распространённый среди народа хуаве (уаве, вабе) на тихоокеанском побережье мексиканского штата Оахака. На языке говорят в 4 деревнях в Техуантепеке, на юге штата, около 18000 человек. Люди хуаве, проживающие в Сан-Матео-дель-Мар, называют себя Ikoots (букв. «мы»), а свой язык — ombeayiiüts (букв. «наш язык»). Название «хуаве» («вабе») происходит, предположительно, из сапотекских языков и означает «люди моря».

## Классификация
До настоящего времени хуаве (вабе) считается изолятом (Campbell 1997 pg. 161). Пол Радин предположил его родство с языками майя и михе-сокскими языками, а Моррис Сводеш предположил родство с ото-мангскими языками, что поддержал Ренш (Rensch, 1976), однако обе указанных гипотезы остаются недостаточно обоснованными.

## Письменность
Алфавит сан-матео-дель-марского диалекта из издания 1948 года: a, b, ch, e, g, i, j, k, l, m, n, o, p, r, s, t, ts, ʌ, w, x.

## Фонология
Хуаве из области Сан-Матео-дель-Мар — частично тональный язык. В нём различаются высокий и низкий тон, но только в предпоследних слогах. Хуаве — один из двух мезоамериканских языков, в которых нет гортанной смычки (второй — язык пурепеча).
Набор фонем, реконструированный для общего предка современных 4 языков хуаве, согласно Кэмпбеллу (Campbell 1997), следующий:
Согласные — [p, t, ʦ, k, kʷ, mb, nd, ŋɡ, ɡʷ, s, l, r, w, h] (и [ɾ, j, ð] как маргинальные фонемы)
Гласные — [i, e, a, ɨ, o, u] (+ долгота гласных, высокий и низкий тон).
Редупликация — весьма продуктивный фонологический процесс в хуаве.

## Пример текста
Язык хуаве не имеет стандартной орфографии. Приведенный текст — выдержка из Нового Завета (Марк 1:36).
Quiaj tasaj nejiw Teat Jesús:
—Masey, nganüy tabaats tiül meáwan cambaj najlüy ninguiájan naquiaach quiaj aton, cos áag tiünas narang —aj nejiw